# Анри-Жозеф Пексан
Анри́-Жозе́ф Пекса́н (на френски: Henri-Joseph Paixhans; 22 януари 1783 г., Мец – 22 август 1854 г., Jouy-aux-Arches) – френски генерал, военен инженер и изобретател, автор на редица трудове по артилерия.
След като завършва Парижката политехника постъпва на служба във флота (1803 г.). Участва в походите на императорската армия към Австрия, Прусия и Русия.
Пексан изобретява ново оръдие, наречено с неговото име, което прави преврат във въоръженията на обсадната и флотската артилерия.

## Трудове
Най-известни негови произведения:
- „Considérations sur l’artillerie des places et sur les ameliorations dont elle paraît susceptible“ (Париж, 1815 г.);
- „Nouvelle force maritime et application de cette force à quelques parties du service de l’armée de terre“ (П., 1822 г.),
- „Constitution militaire de la France“ (1849).